# Davos (serie televisiva)
Davos (Davos 1917) è una serie televisiva svizzero-tedesca composta da 6 episodi, distribuita in Svizzera sul servizio di streaming Play Suisse il 15 dicembre 2023 e trasmessa su SRF 1 dal 17 al 20 dicembre 2023 e in Germania su Das Erste il 20 e il 21 dicembre 2023. La storia fittizia è ambientata nel comune svizzero di Davos, nel Canton Grigioni, nel 1917. Si ispira alle infermiere svizzere che hanno prestato servizio sul fronte in Francia durante la Prima guerra mondiale e allo stesso tempo racconta la storia dell'infermiera Johanna Gabathuler diventata una spia per motivi puramente personali, che si ritrova intrappolata tra i fronti dello spionaggio nella Svizzera neutrale.
In Italia la serie è andata in onda in prima serata su Canale 5 dal 19 giugno al 3 luglio 2024.

## Trama
L'infermiera Johanna Gabathuler torna incinta da una missione a Verdun nella stazione climatica di Davos. Lì la sua famiglia gestisce il "Curhaus Cronwald", che versa in difficoltà finanziarie. Suo padre le fa portare via il bambino perché deve sposarsi con il Gran Consigliere Thanner. La contessa e spia tedesca Ilse von Hausner, presente a Davos per la cura, promette a Johanna di aiutarla a riavere il bambino e di prepararla a fuggire con una nuova identità se dovesse spiare per l'Impero tedesco.
Johanna si innamora del medico tedesco Carl Mangold, che si rivela essere una spia della Triplice intesa. Quest'ultimo cerca di procurarsi un dispositivo di codifica e di trasportare detonatori di artiglieria in Italia per poter invadere la Svizzera e attaccare l'Impero tedesco. Allo stesso tempo, le spie tedesche cercano di costringere l'Impero russo a ritirarsi dalla guerra attraverso Lenin.
C'è uno scontro tra le spie russe che hanno sequestrato la figlia di Johanna, la contessa, il dottor Mangold e Johanna. Quest'ultima si riprende il bambino, ma Mangold viene arrestato dai militari tedeschi. Decide di sposare Thanner, che ora è su una sedia a rotelle, per continuare a spiare in segreto. La Contessa si suicida a causa della tubercolosi in stadio avanzato e invia a Johanna i microfilm con i quali la Contessa aveva precedentemente ricattato i suoi clienti per la sua sopravvivenza. Johanna ad un certo punto potrebbe riuscire a comprare la libertà di Mangold.

## Episodi
| Stagione       | Episodi | Pubblicazione Svizzera | Prima TV | Prima TV | Prima TV |
| Stagione       | Episodi | Pubblicazione Svizzera | Svizzera | Germania | Italia   |
| -------------- | ------- | ---------------------- | -------- | -------- | -------- |
| Prima stagione | 6       | 2023                   | 2023     | 2023     | 2024     |

## Personaggi e interpreti
- Johanna Gabathuler, interpretata da Dominique Devenport, doppiata da Giorgia Brunori.
- Carl Mangold / Max Horowitz, interpretato da David Kross, doppiato da Davide Perino.
- Ilse von Hausner, interpretata da Jeanette Hain, doppiata da Chiara Colizzi.
- Mathilde Gabathuler, interpretata da Anna Schinz, doppiata da Francesca Manicone.
- Peter Gabathuler, interpretato da Hanspeter Müller-Drossaart, doppiato da Stefano De Sando.
- Zaire, interpretato da Welket Bungué.
- Olga Belova, interpretata da Sunnyi Melles, doppiata da Roberta Greganti.
- Franz, interpretato da Stipe Erceg, doppiato da Simone D'Andrea.
- Ole zu Esteburg, interpretato da Max Herbrechter.
- Thanner, interpretato da Sven Schelker, doppiato da Gabriele Vender.
- Generale Taylor, interpretato da Cornelius Obonya, doppiato da Stefano Thermes.
- Van de Velde, interpretato da Ruben Brinkman.
- Jovin Caduff, interpretato da Caspar Kaeser.
- Hedwig zu Mehlitz, interpretata da Lola Klamroth.
- Wladimir Iljitsch Lenin, interpretato  da Božidar Kocevski.
- Dottor Alexander Parvus, interpretato da Ivan Shvedoff.
- Georg Kohlmann, interpretato da Thomas Prenn.
- Gertrud Donatsch, interpretata da Charlotte Schwab.
- Prof. Tschudi, interpretato da Pierre Siegenthaler.
- Helen Taylor, interpretata da Anna Holmes.

## Produzione
La serie è creata da Adrian Illien, Thomas Hess e Michael Sauter, che hanno anche firmato la sceneggiatura con Julia Penner, diretta da Jan-Eric Mack, Anca Miruna Lăzărescu e Christian Theede e prodotta da Contrast Film, Letterbox Filmproduktion, Amalia Film, SRF e ARD Degeto. I direttori dei casting sono Emrah Ertem e Nina Moser.

### Origine
Secondo l'idea originale di Michael Sauter e Thomas Hess, la serie avrebbe dovuto parlare di un uomo. Durante la loro ricerca, il caporedattore Adrian Illien e il suo team si sono imbattuti nelle lettere di alcune sorelle della Croce Rossa Svizzera che erano andate in guerra. Fonti contemporanee citavano la misericordia come motivo, ma le lettere riportavano anche un senso di avventura e di fuga dalla vita quotidiana. Secondo Illien, volevano sviluppare un personaggio che scopra la sua libertà personale proprio in guerra, tra tutti i posti possibili. Il regista Jan-Eric Mack era interessato a come funzionava allora una famiglia, quali vincoli, valori e sicurezza esistevano. Secondo la NZZ il film racconta una storia emozionante in un contesto storico. Il ruolo della protagonista Johanna Gabathuler è un misto di infermiere storicamente documentate e infermiere spia in Belgio, mentre la spia Elsbeth Schragmüller è un vero e proprio modello per il personaggio della contessa e spia tedesca Ilse von Hausner.

### Budget
Il budget di produzione ammontava a circa 18 milioni di franchi, di cui 7 milioni da parte della SSR. I luoghi delle riprese erano i dintorni del parco termale dell'ex Hotel Waldhaus Vulpera, la città di Davos e il sanatorio Schatzalp, i Penzing Studios a Landsberg e l'ex sanatorio polmonare della Fondazione Auguste Viktoria a Windeck.

### Riprese
Le riprese della prima stagione sono state effettuate da novembre 2022 a marzo 2023, in particolare a Vulpera, frazione del comune svizzero di Scuol nel gennaio 2023, dove sono stati allestiti rispettivamente il parco dell'hotel e la pista di pattinaggio. A causa della temperatura meno di 20 gradi, alcune scene con la protagonista Dominique Devenport sono state girate di nuovo, in quanto aveva contratto una polmonite per via del freddo.

## Distribuzione
In Svizzera la serie è stata distribuita sul servizio di streaming Play Suisse il 15 dicembre 2023 e trasmessa su SRF 1 dal 17 al 20 dicembre 2023. I primi due episodi sono stati presentati in anteprima a Davos il 13 dicembre 2023.
In Germania la serie è andata in onda su Das Erste il 20 e il 21 dicembre 2023.
Nel dicembre 2023, dopo che Global Screen ha rilevato la distribuzione globale, la serie è stata venduta in Italia, Austria e Ungheria.
In Italia la serie è andata in onda in prima serata su Canale 5 dal 19 giugno al 3 luglio 2024.

## Contesto storico e fattuale

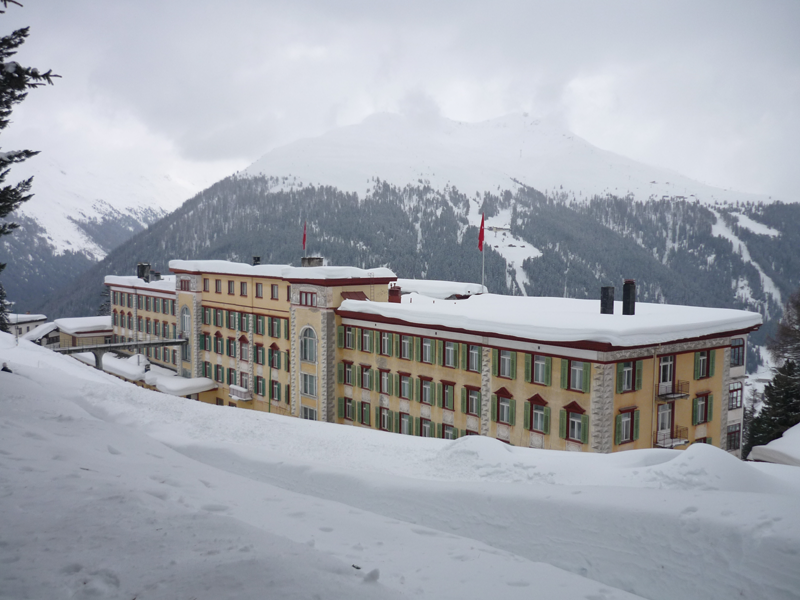
Hotel Schatzalp, nel film Curhaus Cronwald.

Esistono testimonianze storiche delle infermiere della Croce Rossa Svizzera. Inoltre, cittadini svizzeri venivano reclutati dai servizi segreti stranieri, soprattutto per motivi finanziari. Ci sono prove anche per la Prima guerra mondiale che le donne svolgevano attività di spionaggio nel loro ruolo di infermiere.
Il Piano H menzionato nella serie era, nella sua prima forma, un piano operativo della Francia per avanzare a sud del fronte occidentale ghiacciato attraverso la Svizzera (e in violazione della sua neutralità) fino al confine tedesco. Dopo un intenso lavoro di spionaggio e la consapevolezza che nessuna persona importante della Svizzera romanda avrebbe chiesto aiuto alla Francia come previsto per l'invasione, questo piano poco promettente fu scartato nel 1916. Anche se fino al 1917 la Francia mantenne aperta la possibilità di un'invasione in caso di attacco tedesco, cercò sempre più spesso la cooperazione difensiva con la Svizzera.
I detonatori per granate e altri componenti di munizioni furono esportati dalla Svizzera e da altri paesi in Francia, mentre le aziende svizzere furono rilevate da "società private" tedesche. Nella serie, tali detonatori dovrebbero essere trasportati attraverso il confine con l'Italia con slitte trainate da cavalli su mulattiere; le vere esportazioni venivano trasportate in treno.
Il film Curhaus Cronwald racconta un incidente sulla Ferrovia Retica nel 1917 tra Davos-Wolfgang e Davos Dorf, in cui dieci persone morirono sotto una valanga. Nella serie SRF, invece, il treno in corsa viene colpito dalla valanga da destra anziché da sinistra.
La missione dei servizi segreti tedeschi e di Alexander Parvus di portare Lenin nell'Impero russo attraverso l'Impero tedesco viene discussa liberamente nella serie.
Nel documentario della SRF Spionageparadies Schweiz – Verdeckte Operationen im Ersten Weltkrieg di Hansjürg Zumstein, realizzato dopo le riprese per la trasmissione della serie, si racconta che durante la guerra "centinaia" di spie furono espulse dalla Svizzera. Inoltre, per i soldati internati venivano effettivamente utilizzati alberghi svizzeri. Nel documentario viene anche menzionato che i tedeschi tentarono più volte, ma senza successo, di interrompere un'esportazione di detonatori in Francia attaccando la fabbrica di orologi di Jules Bloch a La Chaux-de-Fonds. La storia principale del documentario, secondo la quale i tedeschi nel 1918 cercarono di avvicinarsi agli anarchici indiani a Zurigo per sfruttarli contro il Regno Unito, non viene tuttavia discussa nella serie. Gli indiani fungevano anche da intermediari per i tedeschi per fornire agli anarchici italiani esplosivi tedeschi. Un'accusa giudiziaria in seguito alla scoperta degli esplosivi nel 1918 fallì perché il giudice istruttore si era concentrato sugli anarchici ed era cieco davanti all'occhio tedesco. Contrariamente ai fatti, l'ambasciatore tedesco ha affermato in un articolo di giornale che non c'è mai stata alcuna collaborazione con gli anarchici.

## Accoglienza

### Anteprima
La prima mondiale ha avuto luogo nell'ottobre 2023 al Zurigo Film Festival.  La prima tedesca al Film Festival di Colonia ebbe luogo due settimane dopo. La prima apparizione internazionale è stata al MIPCOM 2023.

### Ricezione
In Svizzera la serie sulla SRF ha raggiunto una quota di mercato media del 33,5%, diventando così la serie di finzione di maggior successo dell'emittente nel 2023. La SRF ha registrato un bilancio costantemente positivo sia in termini lineari che di flusso.
In Germania, la serie ha raggiunto la soglia dei quattro milioni quando è stata trasmessa per la prima volta su Das Erste (ARD). La serie ha ottenuto buoni indici di ascolto nella trasmissione lineare, anche se è riuscita a crescere nuovamente in modo significativo se utilizzato in differita. ARD è rimasta particolarmente soddisfatta dei valori della mediateca. 5,3 milioni di visualizzazioni hanno spinto la serie, iniziata solo a metà dicembre, nella top 10 del 2023. Nella mediateca ARD, la serie ha raggiunto un totale di oltre 800 000 visualizzazioni dopo due giorni (da mercoledì a venerdì). Questo è davvero notevole, scrive il quotidiano Blick.

### Critica
A differenza di altre produzioni svizzere, le critiche provenienti dalla Germania sono state per lo più positive, da parte del quotidiano Blick.
Heike Hubertz scrive per il quotidiano Frankfurter Allgemeine Zeitung che la serie ha avuto lo stesso successo come intrattenimento emozionante con valori di spettacolo e come serie storica.
Pascal Blum del quotidiano Tages-Anzeiger trova la serie per la Svizzera storicamente buona e tracciata in modo intelligente, piacevolmente priva di esposizioni ingombranti e messa in scena con attenzione ai dettagli.
Alexander Krei del portale DWDL afferma: Davos 1917 è la serie svizzera più costosa di tutti i tempi – e si vede. Oltre ad una storia emozionante ed emozionante, la produzione colpisce per le sue immagini di grandi dimensioni e difficilmente ha bisogno di rifuggire dal confronto con Babylon Berlin.
Sul quotidiano Watson, Simone Meier scrive che la serie era perfetta un nanosecondo fa: Storia, look, cast, niente di più è possibile, [...] Devenport, il sempre elegante Hain, Kross e Schinz sono superbi. È tagliente, sottile e raccontato velocemente, vorresti solo che così tanto tempo in onda non fosse sprecato in passeggiate a cavallo sulla neve.
Essendo una serie storicamente accurata, è di utilità solo limitata per Thomas Gehringer del portale tittelbach.tv, ma le circostanze dell'epoca non sono romanticizzate. La serie offre intrattenimento completo in un paesaggio invernale da libro illustrato, riccamente arredato e splendidamente fotografato con un forte tocco occidentale.
Ci sono invece opinioni critiche da parte di Andreas Scheiner del quotidiano Neue Zürcher Zeitung, che considera la serie senza sangue, Tobias Sedlmaier del portale CH-MEDIA -Regionalmedien), che attesta l'opulenza visiva della serie, ma in termini di contenuto aderisce al Bergdoktor, sembra rievocativo, così come Christopher Diekhaus del portale Fernsehenserien.de, il quale scrive che il contesto bellico, i trucchi dei servizi segreti e lo sfogo personale di Johanna non si rifletterebbero nel modo desiderato in una brutta storia. Daniela Janser cita la produzione di alta qualità e i personaggi femminili impressionanti e moderni del quotidiano WOZ e conclude: C'è poco di cui lamentarsi per quanto riguarda la tensione, il dialogo e i valori della recitazione. Ma nascondono una sostanza storica complessivamente piuttosto scarsa e una potenza esplosiva.
Christian Mayer del quotidiano Süddeutsche Zeitung critica anche il fatto che soprattutto la prima parte risente dell'ambizione dei creatori della serie di rendere immediatamente visibili tutte le linee di conflitto e che la serie troverà solo gradualmente il proprio ritmo narrativo. Sebbene sia impressionato dalle immagini, gli manca il coraggio di fare qualcosa di profondo e brutto.
Michael Müller del portale Blickpunkt:Film, Ulla Hanselmann del quotidiano Stuttgarter Zeitung, Eike Rustermeyer del quotidiano Hessische/Niedersächsische Allgemeine, Peter Zander del quotidiano Berliner Morgenpost e Frank Jürgens del quotidiano Neue Osnabrücker Zeitung, che sottolineano in particolare i personaggi femminili dalle molteplici sfaccettature, che sono incarnati dalle attrici con grande, controllata gioia nel recitare, e riconoscono spaventosi paralleli con il presente.

## Riconoscimenti
- Giornate di Soletta
  - 2024: Premio Schweizer Fernsehfilmpreis come Miglior attrice protagonista a Dominique Devenport[60]
- Prix Walo
  - 2024: Premio come Miglior produzione televisiva per Davos (Davos 1917)
  - 2024: Premio come Miglior attrice a Dominique Devenport[61]
  - 2024: Candidatura per il Premio del pubblico a Dominique Devenport